# 罗浩 (制片人)
罗浩（1955年—），男，湖南浏阳人，中国电视剧制片人。曾任中国共产党长沙市文化广电新闻出版局委员会副书记，长沙广电局副局长，长沙广电集团副董事长，长沙电视台副台长等职。

## 生平
2003年，罗浩成为长沙电视台副台长。2008年，罗浩被评为中国十佳电视剧制片人。2011年，长沙广播电视艺术中心转企改制为湖南和光传媒有限责任公司，罗浩任董事长兼总裁。

## 作品
其作品包括《雍正王朝》《走向共和》《国家行动》《大明王朝1566》《恰同学少年》《国歌》《毛泽东遗物的故事》等等。
| 年份   | 作品名称     | 职务             | 备注                                                   |
| ------ | ------------ | ---------------- | ------------------------------------------------------ |
| 2003年 | 走向共和     | 总制片人         | 与刘文武、冯骥同为总制片人                             |
| 2005年 | 正德演义     | 出品人、总制片人 | 与刘文武、陈恒六同为出品人，与刘文武、王瑞同为总制片人 |
| 2007年 | 大明王朝1566 |                  |                                                        |
| 2007年 | 恰同学少年   | 总制片人         | 与刘向群同为总制片人                                   |
| 2009年 | 国家行动     | 制片人           |                                                        |

## 家庭
妻子是歌唱家宋祖英，兩人在1988年的湖南省青年歌手大奖赛中相识。